# Campanula koyuncui
Campanula koyuncui är en klockväxtart som beskrevs av Hayri Duman. Campanula koyuncui ingår i släktet blåklockor, och familjen klockväxter.
Artens utbredningsområde är Turkiet. Inga underarter finns listade i Catalogue of Life.